# Hunyadi-szobor (Pécs)
A Hunyadi-szobor Pécs belvárosában, a Széchenyi tér délkeleti oldalán található. Az egyszerű mészkőtalapzaton álló Hunyadi Jánost ábrázoló bronz lovasszobrot Pátzay Pál Kossuth-díjas szobrászművész készítette. Hunyadi János halálának 500. évfordulóján, 1956. augusztus 12-én leplezték le.

## Története
1951-ben Pátzay Pál lett a szobor készítésére kiírt pályázat győztese. A város a Dóm teret és a Széchenyi teret gondolta alkalmas helyszínnek a felállításához.
A szobor kőtalapzatának déli oldalán a következő sorok olvashatók:
„S acélt ragad, lovára kap,
Csatáz, vív, izzad éj és nap,
S míg nem győz, nincs nyugalma.”
Az idézet Czuczor Gergely Hunyadi című balladájából származik.
A szobor („a ló farka”) a pécsiek körében évtizedek óta népszerű találkozóhelynek számít.

## Galéria

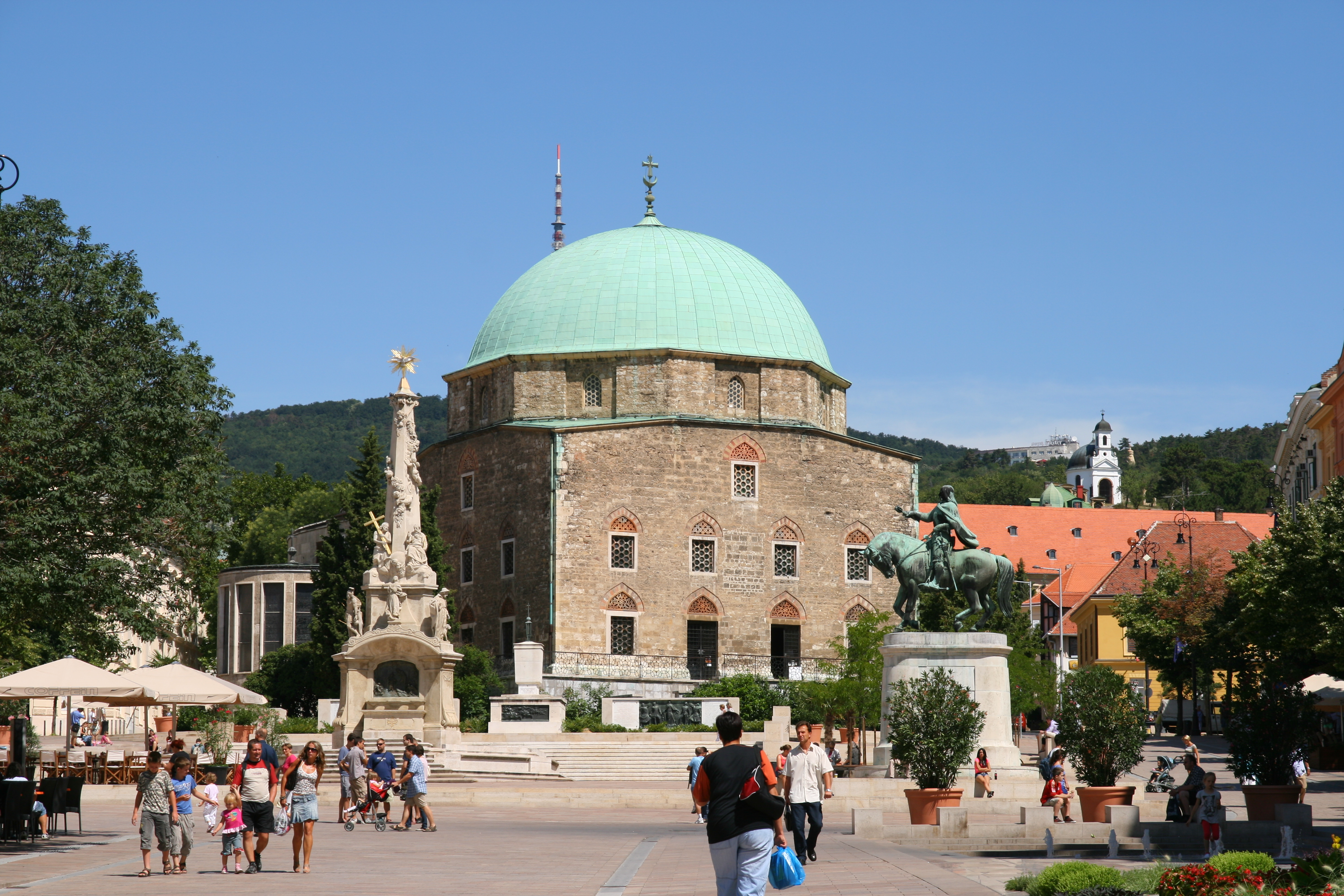
A Széchenyi-tér dél felől
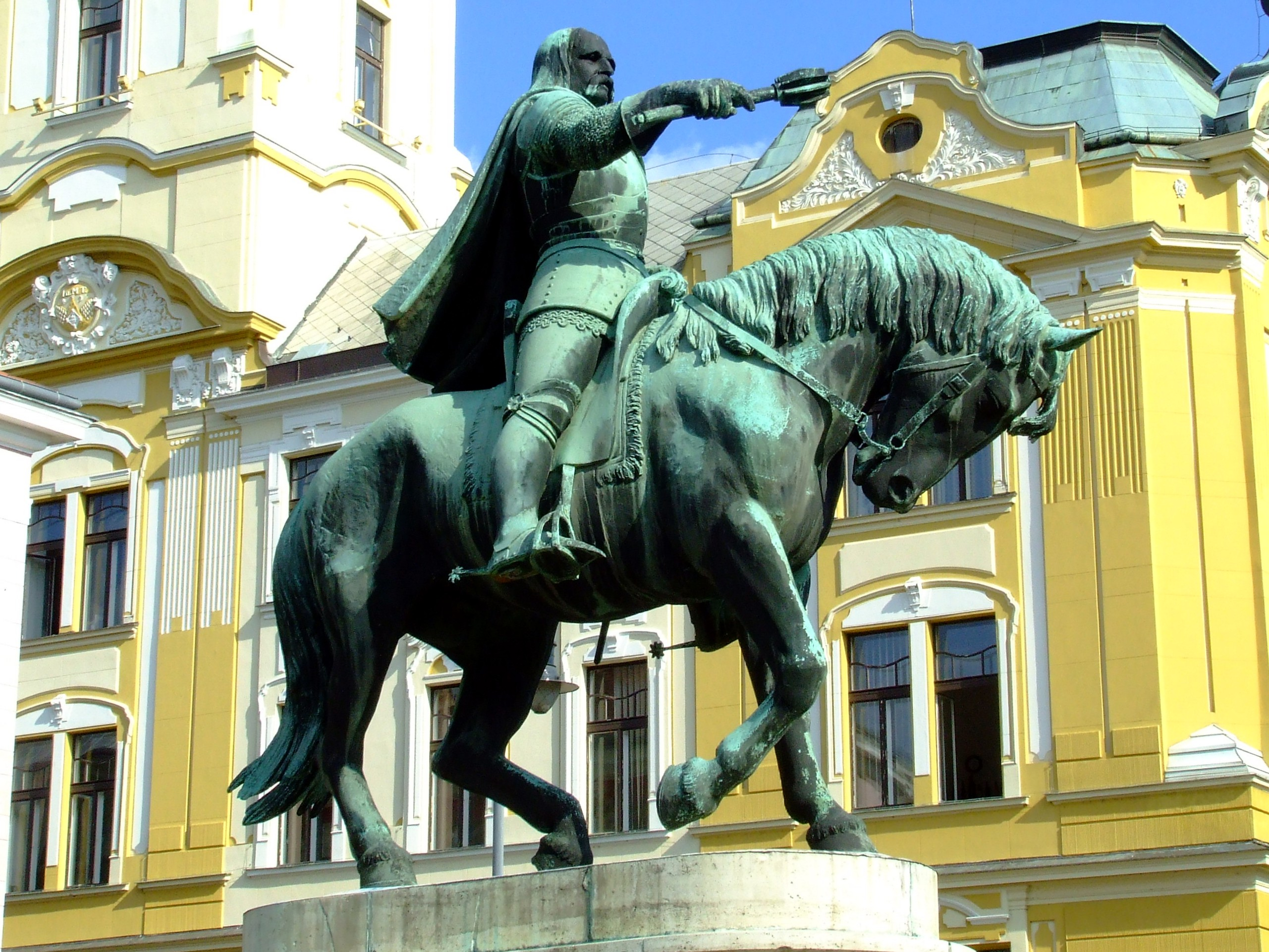
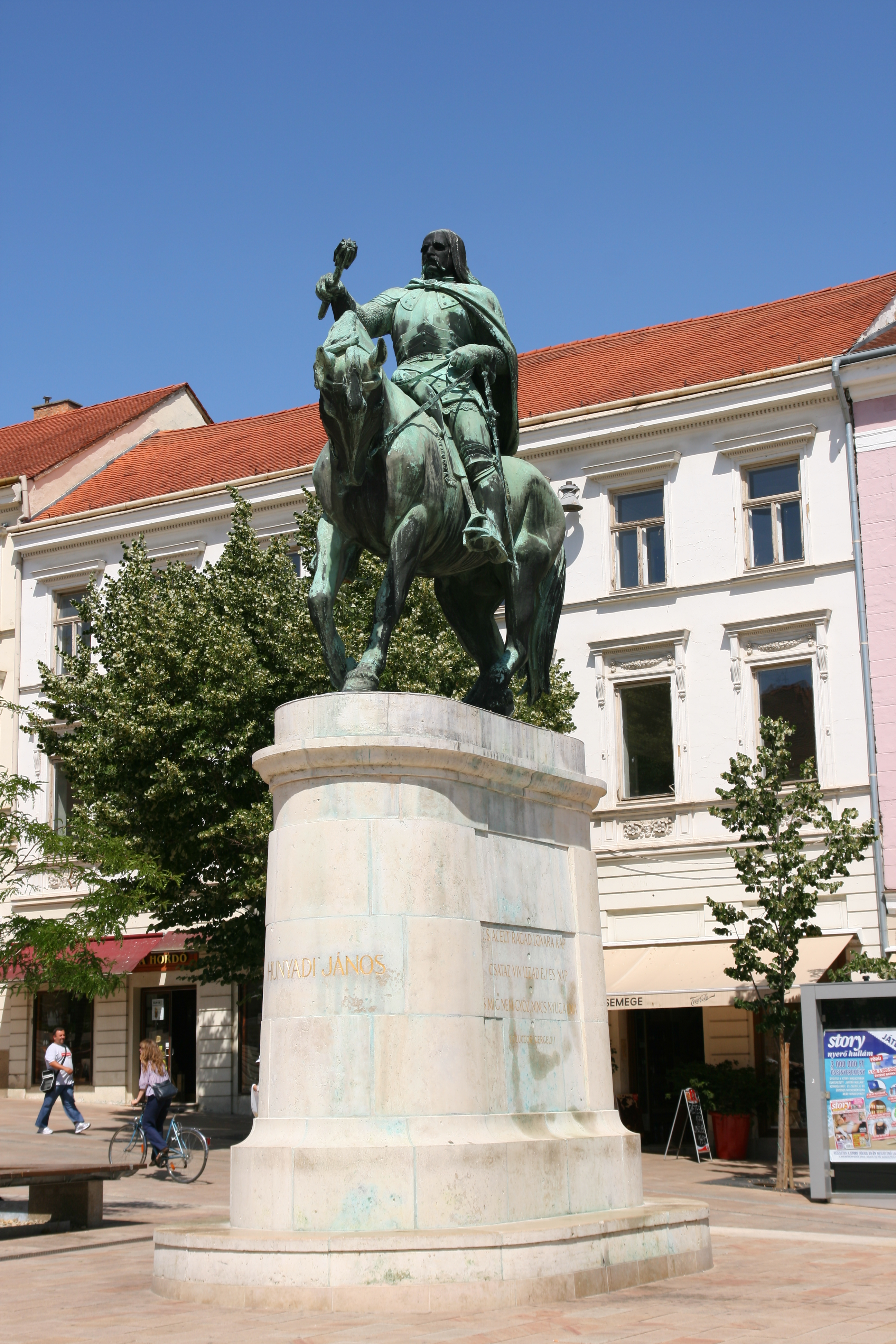
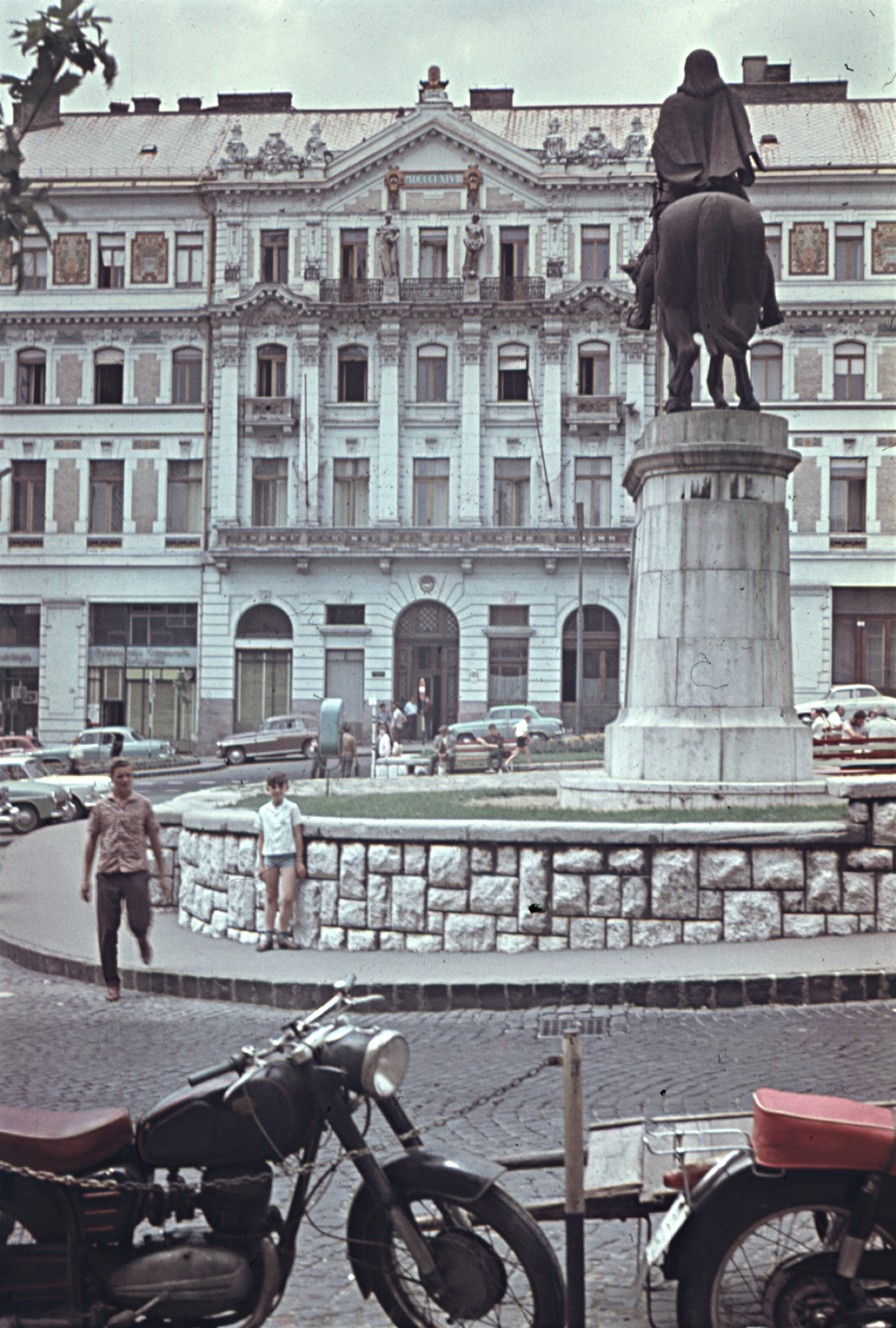
Kelet felől, szemben a Megyeháza (1966)
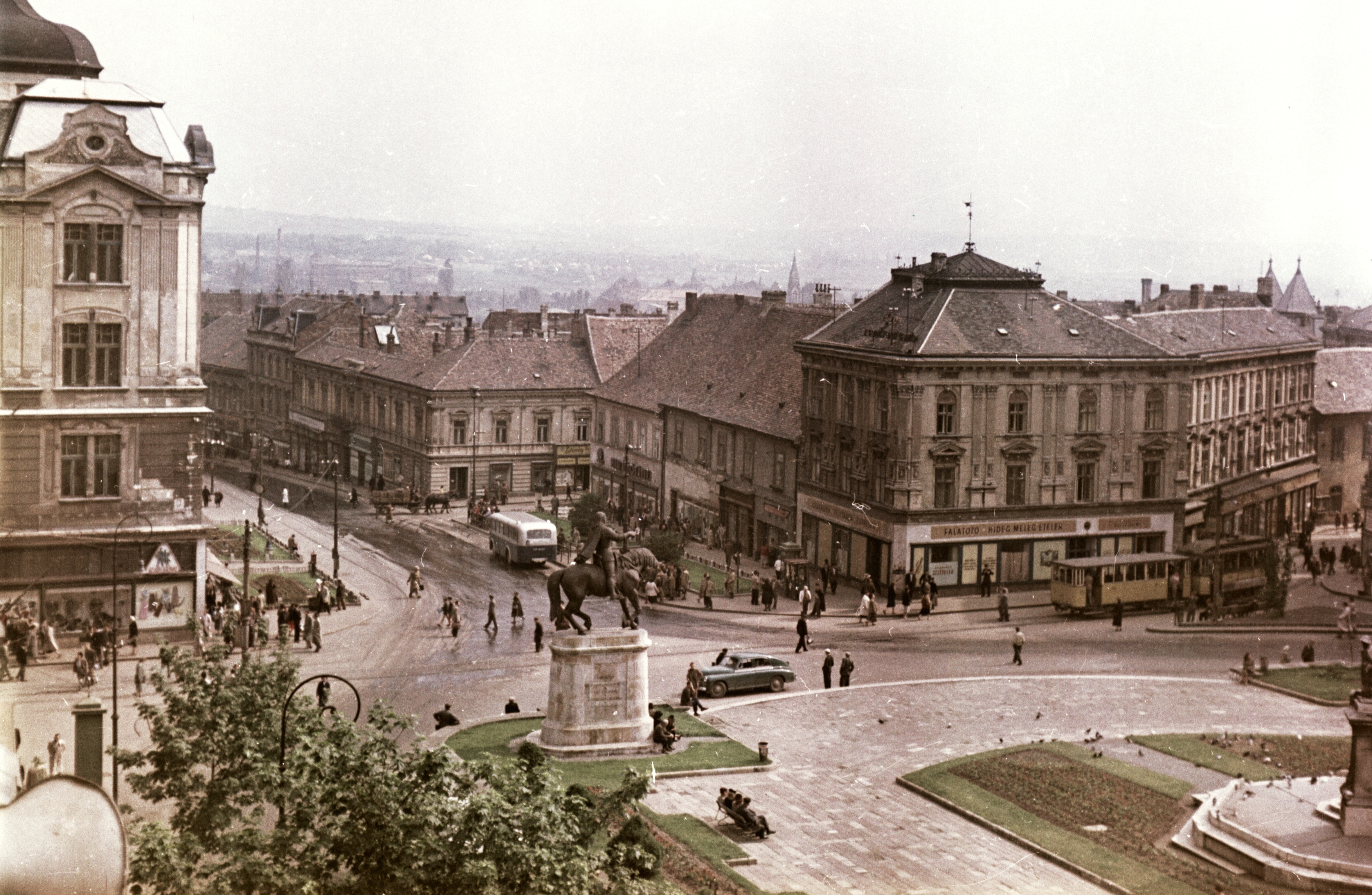
A Széchenyi-tér déli része (1957)